# Abdon Batista
Abdon Batista (Salvador, 30 de julho de 1852 — Joinville, 15 de março de 1922) foi um médicojornalista e político brasileiro.

## Vida pessoal
É filho de Hermenegildo Batista e de Maria Girard Batista.

## Carreira
Formado em medicina pela Faculdade de Medicina da Bahia, praticou a clínica médica em Salvador. Mudou-se para o Espírito Santo e então para Santa Catarina. Atuou como médico em São Francisco do Sul. Lá, comprou o jornal O Globo de Joinville e passou a editá-lo com o nome de O Democrata. Também exerceu atividades industriais e comerciais na região. Ele foi deputado estadual, deputado federal e senador. Foi também prefeito de Joinville.
Filiado ao Partido Liberal, foi deputado à Assembleia Legislativa Provincial de Santa Catarina na 25ª legislatura (1884 — 1885) e na 27ª legislatura (1888 — 1889).
Após a Proclamação da República, filiou-se ao Partido Republicano Catarinense, mas logo saiu e foi um dos fundadores da União Federalista, que mais tarde seria o Partido Federalista de Santa Catarina. Foi deputado à Assembleia Legislativa de Santa Catarina na 1ª legislatura (1891 — 1893). Exilou-se na Argentina após a Revolução Federalista, retornando ao Basil apenas em 1901.
Voltou a ser eleito deputado na 4ª legislatura (1901 — 1903). Foi deputado por um terceiro mandato após a renúncia de Vidal Ramos, na 5ª legislatura (1904 — 1906). Elegeu-se novamente na 7ª legislatura (1910 — 1912). Foi senador na 29ª Legislatura (1912 — 1915).
Foi 1º vice-presidente da província de Santa Catarina, nomeado por carta imperial de 22 de junho de 1889, tendo presidido a província interinamente de 26 de junho a 19 de julho de 1889. Foi também vice-governador do estado de Santa Catarina, assumindo o governo de 28 de setembro a 21 de novembro de 1906, na ocasião em que o governador Lauro Müller ocupava a pasta do Ministério da Indústria, Viação e Obras Públicas no governo Rodrigues Alves.
Foi prefeito de Joinville entre 1892 a 1894, e entre 1915 a 1921. Em 1922 faleceu vítima de uma insuficiência hepato-renal, conforme registro de óbito. 

## Vereador em Joinville
Abdon foi vereador em Joinville, ou intendente, por duas ocasiões:
- 2ª Legislatura da Primeira República (1892-1893): Sendo eleito vereador nas eleições de 1891, com 438 votos, Abdon Batista tomou posse em 1º de janeiro de 1892. No mesmo dia, duas horas depois, soube-se que as eleições de 1891 foram invalidadas e um conselho de intendentes foi nomeado pelo novo governo catarinense. Era o reflexo em Joinville das dificuldades políticas vividas na capital do estado, pois em 29 de dezembro de 1891 Lauro Müller renunciava ao cargo de governador de santa Catarina. No entanto, Abdon Batista estava entre os intendentes nomeados pela junta governativa que tomou o poder. Ele foi eleito presidente do Conselho de Intendentes, com 6 votos.
- 3ª Legislatura da Primeira República (1893-1895): Nas eleições de 1892, Abdon foi eleito com 488 votos. Após a derrota dos revolucionários e a retomada de poder em Santa Catarina pelas forças legalistas, Abdon Batista foi removido pelo governo do estado do seu posto de intendente municipal, por seu apoio à causa federalista.[6]

Em sua homenagem foi batizado o município de Abdon Batista (Santa Catarina).